# بل دی-۲۹۲
بل دی-۲۹۲ (به انگلیسی: Bell D-292) یک بالگرد ساختِ کارخانهٔ بل هلیکوپتر در کشور ایالات متحده آمریکا و کانادا است. این بالگرد برای نخستین بار در ۳۰ اوت ۱۹۸۵ میلادی مورد استفاده قرار گرفت.